# Hohenbergia leopoldo-horstii
Hohenbergia leopoldo-horstii là một loài thực vật có hoa trong họ Bromeliaceae. Loài này được E.Gross, Rauh & Leme mô tả khoa học đầu tiên năm 1991.